# Міжнародний день безпритульних тварин
Міжнародний день безпритульних тварин — відзначається щороку в третю суботу серпня, а також деякими іншими організаціями 4 квітня. День безпритульних тварин, що святкується у серпні, був започаткований в 1992 році за ініціативи неурядової організації — Міжнародне товариство з прав тварин (International Society for Animal Rights, ISAR) та за підтримки зоозахисних організацій більш ніж 150 країн світу. Відзначається в більш ніж 150 країнах, на 6 континентах.

## Мета та завдання Дня
Мета — привернути увагу суспільства до проблеми безпритульних тварин, донести максимальній кількості людей інформацію про трагічну долю тварин, що опинились на вулиці. Згідно зі статистичними даними, 75 % безпритульних тварин покинуті господарями. Опинившись на вулиці й залишившись без піклування людини, вони приречені на голод і загибель.
Завдання:
- формувати у власників тварин свідоме ставлення до своєї ролі, почуття відповідальності за долю домашньої тварини,
- запобігти поповненню лав бездомних котів і собак через неконтрольоване розмноження домашніх вихованців.

| «Нехай ми не зможемо врятувати всіх, кого б нам хотілося, але ми врятуємо набагато більше, ніж ті, хто навіть не намагався»                                                    |
| — слова Пітера Скотта, засновника WWF (Всесвітнього фонду дикої природи), які стали девізом для більшості громадських організацій, що займаються допомогою бездомним тваринам. |

## Відео про Міжнародний день безпритульних тварин
- Всесвітній день безпритульних тварин [Архівовано 9 червня 2021 у Wayback Machine.] (телеканал «Центральний» (Полтавщина))
- День безпритульних тварин [Архівовано 9 червня 2021 у Wayback Machine.] (телеканал Україна 24)
- Ярміла Кость. Міжнародний день безпритульних тварин [Архівовано 9 червня 2021 у Wayback Machine.].